# Curador (artes)
Curador, comissário de exposições  ou conservador de arte é uma pessoa responsável pela concepção das obras de arte, montagem e supervisão de uma exposição da obra, além de ser também o responsável pela execução e revisão do catálogo da exposição. Existem curadores de caráter público ou privado. Podem atuar em galerias de arte, museus e fundações.Geralmente são especialistas em História da Arte, Filosofia ou Estética. A palavra "curador" vem do latim tutor ("aquele que tem uma administração a seu cuidado").

## No Brasil
Segundo a Funarte - Fundação Nacional das Artes (2012), órgão vinculado ao Ministério da Cultura - MinC, o termo curador em sua significação primeira refere-se a cuidar, curar, no entanto, a função de conservar e preservar as obras de arte precede tal denominação, que têm seu surgimento em meados do século XX, e adquiriu no breve período de sua existência, significativa relevância e presença para a concepção das exposições. 
A curadoria desempenha o papel de tutoria, de cuidar, preservar uma exposição de arte desde a ideia até o seu gerenciamento.
O exercício dessa atividade tem por objetivo determinar o conteúdo da exposição, normalmente obtido por meio de agrupamentos e articulações de semelhanças ou diferenças visuais ou conceituais que as obras possam revelar. Para isso, geralmente determina-se um conceito ou tema, a partir do qual, funcionando como fio condutor, elabora-se o processo para obtenção de uma unidade na mostra.
Mais do que preservar e cuidar de obras, a curadoria deve viabilizar a obra, o local e o público, ou seja, a curadoria atua e assume atividades desde a seleção dos trabalhos artísticos dentro de um recorte proposto, como por exemplo, uma exposição sobre arte contemporânea, articulando as obras com o espaço da mostra, que pode ser um museu ou um centro cultural. 
A curadoria deve proporcionar um diálogo entre as próprias obras, escolhidas para compor a exposição, problematizando conceitos presentes nos trabalhos, responsabilizando-se por supervisionar a montagem da exposição, a manutenção das obras, a elaboração de textos de apresentação e divulgação, a fim de proporcionar maior visibilidade e proximidade entre as obras e o público. 
Podemos dizer que, de uma maneira geral, que a curadoria deve realizar uma Concepção Artística responsável que requer:
- Envolvimento;
- Pesquisa;
- Colaboração;
- Relacionamento;
- Diálogos tanto com os artistas quanto tanto para o público;
- Conhecimentos culturais, artísticos e técnicos de acordo com a da proposta e tipo de obra a ser apresentada;
- Viabilizar projetos tanto do ponto de vista da infraestrutura quanto de verbas e disponibilidade financeira;

A curadoria desempenha um papel importante na produção e na gestão cultural contemporânea, por proporcionar:
- Diversidade cultural, diversidade de públicos, diversidade de entendimento, vozes, formas, pensamentos.
- Relação entre o público e privado, entre o bem de todos e as novas formas de privatização.
- Distribuição dos bens culturais como elemento fundamental da distribuição mais equitativa da qualidade de vida.
- Circulação de conhecimento, de arte, de produção simbólica como motor de sustentabilidade e mudanças na cidadania.
- Acordos e micro cooperações que possibilitem a mobilidade e visibilidade da nossa produção pode modificar a familiaridade da sociedade aos bens criativos.
- Promover discussões amplia visões e possibilitar de novos caminhos